# Metamosoia echinata
Metamosoia echinata is een hooiwagen uit de familie Assamiidae.